# Rhynchosia calycosa
Rhynchosia calycosa är en ärtväxtart som beskrevs av William Botting Hemsley. Rhynchosia calycosa ingår i släktet Rhynchosia och familjen ärtväxter. Inga underarter finns listade i Catalogue of Life.